# Dicranoloma sumatranum
Dicranoloma sumatranum là một loài Rêu trong họ Dicranaceae. Loài này được (Broth.) Renauld mô tả khoa học đầu tiên năm 1909.